# Braian Rivero
Braian Abel Rivero (22 de febrero de 1996, Córdoba, Argentina) es un futbolista argentino que juega de mediocampista en Racing (Córdoba) de la Primera B Nacional.

## Clubes
| Club                      | País      | Año           |
| ------------------------- | --------- | ------------- |
| Newell's Old Boys         | Argentina | 2015-2021     |
| Independiente del Valle   | Ecuador   | 2020          |
| Defensa y Justicia        | Argentina | 2021-presente |
| Arsenal Sarandí (Cedido)  | Argentina | 2022-2023     |
| Platense (cedido)         | Argentina | 2024          |
| Racing (Córdoba) (cedido) | Argentina | 2025-presente |